# Каменський машинобудівний завод
Каменський машинобудівний завод, ТОВ – російський виробник механізованих кріплень для гірничої промисловості. 
Продукція: механізовані кріплення чотирьохстійкові (КД90, КД90Т, КД80, 1МК103М), механізовані кріплення двостійкові (МК98, МК200, МК250, КМП 06/15). 
Жорсткі умови ринкових відносин і нових форм господарської діяльності зумовили необхідність розширення асортименту виробів. Станом на 2016 р. ТОВ «Каменський машинобудівний завод» здійснює розробку, впровадження і запуск в серійне виробництво нових виробів для різних галузей промисловості (з 2003 року серійно випускаються масні шестеренні насоси типу Г11, насосні агрегати БГ11, на черзі інші типи шестерних, пластинчастих, плунжерних насосів, масні розподільники, плунжерні пари і т.д.)
Адреса: 347825, Росія, Каменськ-Шахтинський, сел. Заводське
http://www.kammash.com/ [Архівовано 21 травня 2022 у Wayback Machine.]
- Не плутати з Кам'янський машинобудівний завод вул.Героїв Майдану 40 м.Кам'янка Черкаська обл. 20800 Україна[1]